# Ferdinand Huycklaan 58-60
De twee huizen Ferdinand Huycklaan 58 en 60 vormen een gemeentelijk monument in Baarn in de provincie Utrecht.
De huizen bestaan uit een bouwlaag en hebben een symmetrische voorgevel. Boven de kozijnen in de voorgevel zijn ontlastingsbogen van gekleurde stenen aangebracht, met gekleurde tegels daaronder.